# Bitwa o wzgórze 140
Bitwa o wzgórze 140 (ang. battle for Hill/Point 140) – bitwa stoczona 9 sierpnia 1944 roku w ramach operacji Totalize pomiędzy grupą bojową z 4 Kanadyjskiej Dywizji Pancernej a wojskami niemieckimi, głównie z 12 Dywizji Pancernej SS „Hitlerjugend”. Rozegrała się nieopodal normandzkiej wsi Estrées-la-Campagne, gdy podczas nocnego ataku kanadyjskie wojska zboczyły z osi natarcia, zajmując teren niezgodny z rozkazami własnego dowództwa. Konsekwencją pomyłki było całkowite zniszczenie kanadyjskich oddziałów przez kilkunastogodzinny niemiecki kontratak. Był to przypadek bez precedensu podczas kampanii normandzkiej, jak i prawdopodobnie całej II wojny światowej, aby tak duże siły straciły orientację w terenie, zgubiły drogę i w konsekwencji zostały całkowicie rozbite.

## Podłoże
Uderzenie II Korpusu Kanadyjskiego na południe od Caen, oznaczone kryptonimem „Totalize”, ruszyło w nocy z 7 na 8 sierpnia. Plan przygotowany przez dowódcę korpusu, gen. por. Guya Simondsa, zakładał, że alianckie oddziały wedrą się w niemieckie linie obronne na głębokość 20 km i w szybkim ataku zdobędą wzgórza bezpośrednio na północ od miejscowości Falaise. W rzeczywistości natarcie rozwijało się jednak w bardzo powolnym tempie, a mające w nim odegrać główną dwie dywizje pancerne – kanadyjska 4 Dywizja Pancerna (4 DPanc) i polska 1 Dywizja Pancerna (1 DPanc) – przez cały dzień 8 sierpnia poczyniły niewielkie postępy, ponosząc przy tym ciężkie straty w ludziach i sprzęcie. Kanadyjczycy przebyli niewiele ponad 2 km, docierając do Cintheaux, a Polacy zostali powstrzymani już na pozycjach wyjściowych w okolicach Cramesnil.
Wieczorem 8 sierpnia Simonds nakazał swoim dywizjom pancernym wznowić natarcie następnego dnia. 1 DPanc (d-ca gen. bryg. Stanisław Maczek) w pierwszej kolejności miała opanować wieś Cauvicourt i leżące 5 km na południe od niej wzgórze 140, z którego szczytu można było kontrolować przeprawy na rzece Laison. Natomiast działająca na prawo od Polaków 4 DPanc (d-ca gen. mjr George Kitching) miała w tym samym czasie uderzyć wzdłuż szosy Caen – Falaise (Route Nationale 158) i zdobyć inny ważny punkt terenowy – wzgórze 195. Zgodnie z wydanym wieczorem przez dowódcę korpusu rozkazem, obie dywizje powinny były wyruszyć jeszcze w nocy i rozpocząć atak z nastaniem świtu.
Zdobycie wzgórza 195 Kitching powierzył 4 Kanadyjskiej Brygadzie Pancernej. W celu wykonania tego zadania jej dowódca brygadier Eric Booth przeorganizował swe siły w dwa zgrupowania taktyczne, od nazwisk dowodzących nimi oficerów nazwane Grupą Bojową Halpenny (Halpenny Force) oraz Grupą Bojową Worthington (Worthington Force). Ta pierwsza miała zdobyć wieś Bretteville-le-Rabet, natomiast druga, poruszając się wzdłuż drogi Caen – Falaise, miała uderzyć na leżące 6 km dalej na południe wzgórze 195, opanować je i utrzymać do czasu nadejścia posiłków.

## Siły stron
W skład Grupy Bojowej Worthington wszedł 28 Pułk Pancerny „British Columbia” (d-ca ppłk Donald „Don” Worthington) – którego trzon stanowiły trzy szwadrony czołgów Sherman – oraz trzy kompanie piechoty Pułku „Algonquin” na transporterach opancerzonych M3 Half-track (d-ca ppłk A.J. Hay). 31-letni Worthington był najmłodszym dowódcą na szczeblu pułku w 4 DPanc, jednak cieszył się zaufaniem Kitchinga, który uważał go za jednego ze swych najlepszych oficerów. Powierzone mu siły były wypoczęte, ale niedoświadczone. Nie brały udziału w walkach z 8 sierpnia, natarcie na wzgórze 195 miało być ich chrztem bojowym.
Przeciwnikiem dywizji pancernych II Korpusu Kanadyjskiego była walcząca w Normandii już od ponad dwóch miesięcy 12 Dywizja Pancerna SS „Hitlerjugend” (d-ca SS-Brigadeführer Kurt Meyer), którą wspomagały elementy rozbitej podczas pierwszej fazy operacji Totalize 89 Dywizji Piechoty. Meyer podzielił swe siły na cztery kampfgruppen. Rejonu wzgórza 195, czyli celu natarcia Worthingtona, broniła Kampfgruppe Olboeter (wzmocniony III batalion 26 Pułku Grenadierów Pancernych SS). Na prawo od niej, w Lesie Quesnay, znajdowała się Kampfgruppe Wünsche (pozostałości 12 Pułku Pancernego SS, wzmocnione przez czołgi Tiger ze 102 Batalionu Czołgów Ciężkich SS). W walki przeciwko Polakom pod Cramesnil zaangażowana była Kampfgruppe Waldmüller (wzmocniony I batalion 25 Pułku Grenadierów Pancernych SS). Groziło jej oskrzydlenie, więc Meyer nakazał Waldmüllerowi w nocy z 8 na 9 sierpnia wycofać się w rejon wzgórza 140. Jeszcze dalej na wschód, w okolicach Rouvres, znajdowała się Kampfgruppe Krause (wzmocniony I batalion 26 Pułku Grenadierów Pancernych SS).
Choć 12 Dywizja Pancerna SS utraciła 8 sierpnia ponad 20 ze swoich około 50 wciąż sprawnych czołgów, a stany bojowe 89 Dywizji Piechoty, która przyjęła na siebie główny impet alianckiego uderzenia, zostały zredukowane o ponad połowę, Meyerowi w dużej mierze udało się przeprowadzić skoordynowany odwrót i odtworzyć linie obronne w oparciu o Las Quesnay. Ponadto spieszyły mu z pomocą posiłki w postaci 85 Dywizji Piechoty. Mimo to wywiad II Korpusu Kanadyjskiego zbagatelizował zdolność bojową nieprzyjaciela i przecenił zadane mu straty. W rezultacie Worthington spodziewał się na swojej drodze jedynie „kilku drugorzędnych niemieckich formacji”.

## Przebieg

### Natarcie na wzgórze 195
Booth wydał rozkaz do natarcia około północy. Jego intencją było, aby zgrupowanie Worthingtona wyruszyło jak najszybciej i wykorzystując element zaskoczenia, opanowało wzgórze 195 wraz z nastaniem świtu. Około 1.30 Worthington zebrał swych oficerów i przeprowadził krótką odprawę, podczas której nakreślił cel oraz sposób natarcia:
Nieprzyjaciel jest zdezorganizowany. Dowództwo chce to wykorzystać i zamierza kontynuować ofensywę (...) Brygadier chce zająć przedmiot terenowy, wzgórze o wysokości 195 (...) Zamierzam je opanować i utrzymać do czasu aż będzie w stanie dotrzeć do nas reszta naszych sił. Wykonanie – wyruszymy z miejsca postoju, po czym przekroczymy szosę około 300 jardów na południe stąd, miniemy pozycje Pułku „Lake Superior”, a następnie będziemy posuwać się na południe, trzymając się wschodniej strony szosy, aż znajdziemy się na wysokości celu. Wtedy ponownie przekroczymy szosę i zaatakujemy wzgórze od południowego wschodu. W drodze do celu walkę prowadzą czołgi. Cały czas nacierać; starać się osiągnąć cel przed świtem.
Wymarsz nastąpił z rejonu na północ od Cintheaux o godz. 2.00 9 sierpnia. Czołgi i transportery jechały jeden za drugim, a spójność poruszającej się w mrokach nocy długiej kolumny zależała od utrzymywania przez kierowców ciągłego kontaktu wzrokowego z poprzedzającym ich pojazdem. Początkowy odcinek trasy przebiegał bez przeszkód. Zgodnie z planem zgrupowanie przekroczyło Route Nationale 158, minęło pozycje szykującego się do natarcia na Bretteville-le-Rabet Pułku „Lake Superior”, po czym, trzymając się wschodniej strony drogi, zmierzało na południe. Po przejechaniu około jednej mili został nawiązany pierwszy kontakt z nieprzyjacielem, gdy jadący na czele szwadron C pomiędzy Cintheaux i Cavicourt wdał się w wymianę ognia z niemiecką piechotą. Mimo to natarcie rozwijało się dalej.
Pomiędzy godziną 4 a 5 zgrupowanie dotarło w pobliże Bretteville-le-Rabet, na które właśnie rozpoczęła spóźnione uderzenie Grupa Bojowa Halpenny. Worthington stanął przed wyborem czy się zatrzymać i czekać, aż miejscowość zostanie oczyszczona, czy zboczyć z trasy, ominąć wieś szerokim łukiem od wschodu i kontynuować natarcie. Zdecydował się na to drugie, chcąc wykorzystać wciąż będący jeszcze po stronie Kanadyjczyków element zaskoczenia.

### Zgubienie drogi

Schemat ukazujący trasę natarcia Grupy Bojowej Worthington

Decyzja Worthingtona, jak się później okazało, miała tragiczne konsekwencje. Grupa bojowa co prawda zboczyła na wschód i ominęła Bretteville-le-Rabet, ale zamiast po pewnym czasie skręcić na zachód i powrócić do szosy RN 158, z nieznanych przyczyn kontynuowała ruch w kierunku południowo-wschodnim, wzdłuż drugorzędnej drogi zwanej Chemin Haussé. Co więcej, zbliżające się nadejście świtu i związana z tym poprawa widoczności spowodowały, że prowadzące czołgi zwiększyły prędkość, wskutek czego kolumna uległa rozerwaniu i częściowemu rozproszeniu.
Na czele wciąż znajdował się szwadron C oraz czołgi dowództwa pułku z Worthingtonem i Hayem. W pewnej odległości za nimi posuwał się szwadron B. Gdy mijał on niezidentyfikowaną wieś (najprawdopodobniej Estrées-la-Campagne), jego dowódca, mjr Carson jako pierwszy zorientował się, że grupa zgubiła drogę. Nie tylko nakazał zatrzymać się swojemu pododdziałowi, ale też wysłał jeden z plutonów na południowy zachód, czyli jak się potem okazało w prawidłowym kierunku. Pewien swego Worthington rozkazał jednak przez radio iść Carsonowi w swoje ślady. W międzyczasie do szwadronu B dołączyły kompanie B i C Pułku „Algonquin”. Szwadron A i kompania D znajdowały się wciąż daleko w tyle.
Około godz. 6.40 Worthington, zupełnie nie zdając sobie sprawy z popełnionej pomyłki, dotarł do podnóża wzniesienia, które uznał za wzgórze 195. Ulokował swoje siły w jego pobliżu, na prostokątnym polu ograniczonym wysokim na 1,5 m żywopłotem oraz zaroślami i kępami drzew. W rzeczywistości był to jednak obszar pomiędzy wzgórzami 140 i 111, położony 2 km na południowy wschód od Estrées-la-Campagne i ponad 6 km na północny wschód od wzgórza 195.
Wkrótce potem dotarły tam również szwadron B (bez 2. plutonu, podążającego w kierunku „prawdziwego” wzgórza 195), kompania C i kompania B. Ta ostatnia przybyła bez swojego 10. plutonu, który poruszał się w tyle i stracił kontakt z resztą grupy. Został on jednak odnaleziony i przyprowadzony osobiście przez dowódcę kompanii; jak się okazało pluton zboczył z drogi, gdyż wykrył i zniszczył stanowisko dwóch dział 88 mm, eliminując w ataku na bagnety ich 30-osobową obsługę.
O godz. 6.50 Worthington zameldował przez radio dowództwu 4 Brygady Pancernej, że zajął wzgórze 195: „Brak nieprzyjaciela – ale dowody jego niedawnej obecności. Kilka zniszczonych ciężarówek, okopy i porozrzucane narzędzia. Będziemy się tu trzymać do czasu, gdy nadejdą przyjaciele i zabezpieczą teren”.

### Niemiecka reakcja
Stosunkowa łatwość, z jaką kanadyjska grupa bojowa przedostała się tak głęboko za linie wroga, wynikała nie tylko z zaskoczenia Niemców nocnym atakiem. Przede wszystkim miał na to wpływ fakt, że terenu wokół wzgórza 140, mimo rozkazu Meyera, nie zajęła Kampfgruppe Waldmüller, która nie zdążyła dotąd się przegrupować. Tym samym niespodziewane pojawienie się tam sił Worthingtona wbiło klin pomiędzy oddziały 12 Dywizji Pancernej SS, zagroziło jej sztabowi (znajdował się zaledwie 3 km dalej) oraz odcięło drogę odwrotu grupie Waldmüllera. Jednak ani Worthington, ani Booth i Kitching nie byli tego świadomi, pozostając w błędnym przekonaniu, że w ich rękach znalazło się wzgórze 195.
W przeciwieństwie do kanadyjskiego dowództwa, niemieckie bardzo szybko pojęło powagę sytuacji i podjęło odpowiednie działania. Niedługo po swoim pojawieniu się w okolicach wzgórza 140, czołgi Worthingtona zostały wykryte przez SS-Obersturmführera Meitzela, oficera sztabowego przydzielonego do Kampfgruppe Wünsche. Niezwłocznie zawiadomił on o tym SS-Obersturmbannführera Maxa Wünsche. Ten przekazał informację Meyerowi, który z kolei nakazał jak najszybciej zlikwidować Kanadyjczyków. W odpowiedzi Wünsche skierował przeciw nim z rejonu Lasu Quesnay 15 czołgów Panther z I batalionu 12 Pułku Pancernego SS oraz 5 czołgów Tiger ze składu 102 Batalionu Czołgów Ciężkich SS, wspomaganych przez co najmniej dwie kompanie grenadierów pancernych. Do walki włączyło się również kilka ocalałych tygrysów ze 101 Batalionu Czołgów Ciężkich SS, poprzedniego dnia walczących w składzie Kampfgruppe Waldmüller.

### Bitwa

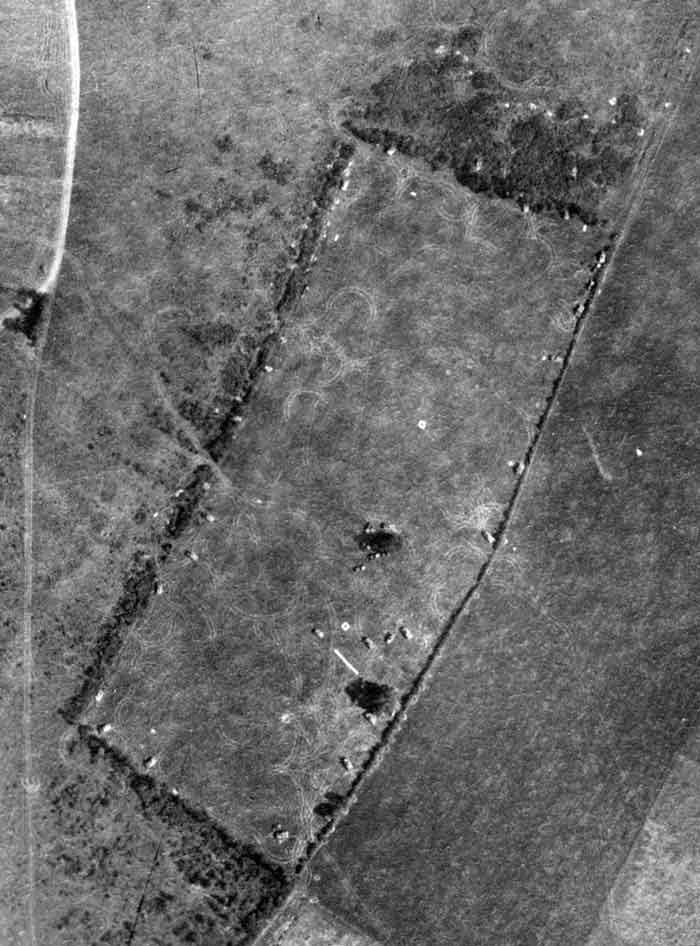
Zdjęcie lotnicze pozycji zajętej przez Grupę Bojową Worthington wykonane rano 9 sierpnia przez RAF. Widoczne kanadyjskie czołgi i transportery opancerzone

Worthington wyruszył do boju na czele pełnego pułku pancernego i trzech kompanii piechoty. Na skutek rozerwania się kolumny marszowej do jego dyspozycji pozostało zaledwie 31 czołgów Sherman, 1 czołg lekki Stuart oraz około 220 żołnierzy piechoty. Mimo to postanowił zorganizować obronę okrężną zajmowanej pozycji i czekać na przybycie wsparcia. Czołgi rozmieścił tuż za żywopłotem, wzdłuż każdego z boków prostokątnego pola. Przed nimi okopała się piechota. Wewnątrz ugrupowania, w leju po bombie zajęły pozycje dwie sekcje średnich moździerzy.
Kanadyjski podpułkownik wciąż liczył na to, że do tych dość skromnych sił dołączą pozostałe pododdziały jego grupy bojowej. Jeden z nich, 2. pluton szwadronu B kontynuował samotny marsz w kierunku wzgórza 195. Gdy dotarł na odległość niespełna 2 km od celu, został ostrzelany w rejonie wzgórza 151 przez działa przeciwpancerne i pozbawiony jakiegokolwiek wsparcia zawrócił. W okolicach Estrées-la-Campagne napotkał i przyłączył się do posuwających się w stronę wzgórza 140 szwadronu A i kompanii D. Wkrótce potem, zaledwie kilometr przed wzgórzem, kolumna wpadła w zasadzkę zastawioną przez czołgi Tiger i działa przeciwpancerne. Jedynie dwóm Shermanom udało się przedrzeć do Worthingtona, 17 pozostałych zostało w krótkim czasie zniszczonych. Anihilację szwadronu A i 2. plutonu obserwowała jadąca tuż za nimi kompania D. Jej żołnierze próbowali przyjść z pomocą czołgistom, jednak zostali powstrzymani przez intensywny ogień broni maszynowej, moździerzy i dział. W końcu, utraciwszy co najmniej dwa transportery opancerzone, wycofali się w kierunku Bretteville-le-Rabet.
Około godz. 8.00 rozgorzała również walka w rejonie samego wzgórza 140, dokąd zdążyły już dotrzeć czołgi Wünschego. Atakowały one pozycje Kanadyjczyków głównie z dwóch kierunków. Z południowego zachodu nacierała kompania czołgów Panther, wzmocniona kompanią grenadierów pancernych. Z kierunku południowo-wschodniego uderzyły natomiast dwa plutony ciężkich czołgów Tiger z kolejną kompanią grenadierów pancernych. Ich działania wspierał intensywny ogień moździerzy i ciężkiej artylerii.
Szczególnie doskwierał Kanadyjczykom ostrzał prowadzony z oddalonego o 700 metrów na południe niewielkiego lasu. Około 9.00 Worthington nakazał rozpoznać go dwóm shermanom ze szwadronu B. Dotarły one tam bez przeszkód, jednak gdy rozpoczęły oczyszczanie wykrytych niemieckich stanowisk ogniowych, zostały zaatakowane i zniszczone przez czołg Tiger. Na pomoc ruszył mjr Carson na czele dwóch kolejnych shermanów, ale i one zostały szybko wyeliminowane. W międzyczasie przybyły dwa ocalałe czołgi z rozbitego szwadronu A z wiadomością, że Niemcy zajęli już zachodnie i północne podejścia, zamykając siły Worthingtona w potrzasku.
Tymczasem Booth i Kitching usiłowali rozeznać się w położeniu grupy bojowej. Przed godz. 8.00 Worthington otrzymał z dowództwa brygady polecenie potwierdzenia zajmowanej pozycji. Zameldował, że jest na wzgórzu 195. Taką samą lokalizację podał w odpowiedzi na kolejne wezwanie o godz. 8.49, informując przy tym, że jest atakowany i potrzebuje wsparcia artylerii. Była to ostatnia wiadomość otrzymana od niego przez Bootha – łączność radiowa pomiędzy grupą bojową a brygadą została zerwana. Niedługo potem swoim samolotem Auster wzbił się w powietrze dowódca artylerii 4 DPanc, brygadier Lane. Nie zdołał zaobserwować na wzgórzu 195 jakiejkolwiek kanadyjskiej obecności. Musiał natomiast widzieć kilkadziesiąt czołgów i innych pojazdów, wiele z nich palących się, pomiędzy wzgórzami 140 a 111, ale z racji tego, że był to obszar leżący w pasie natarcia 1 DPanc, uznał je najprawdopodobniej za polskie.
Kitching przyznał po wojnie, że słyszał odgłosy zażartego boju na lewej flance swej dywizji, ale sądził, że to walka Polaków z Niemcami. Podejrzewał natomiast, że pułki „British Columbia” i „Algonquin” przejechały swój cel i znalazły się dalej na południe, w okolicach Potigny. Generał sięgnął zatem po swoje ostatnie rezerwy i nakazał pójść w sukurs Worthingtonowi grupie bojowej z 21 Pułkiem Pancernym „Governor General’s Foot Guard” na czele. Nie zdołała ona jednak nawet zbliżyć się do wzgórza 195, gdyż została odparta przez celny ogień umieszczonych w Lesie Quesnay dział 88 mm, tracąc 26 czołgów.
Tymczasem położenie Grupy Bojowej Worthington stale się pogarszało. Jej nieruchome wozy bojowe były systematycznie i bezkarnie niszczone z dużego dystansu przez pantery i tygrysy. Działo się tak, gdyż pociski wystrzelone z długolufowych dział tych czołgów skutecznie przebijały pancerz shermanów z odległości prawie 2000 m, podczas gdy Sherman miał trudności z przebiciem ich przedniego pancerza nawet z najbliższej odległości. W rezultacie około godz. 10.00 ponad połowa z kanadyjskich czołgów była już zniszczona. Nieco wcześniej nastąpił pierwszy z wielu tego dnia ataków niemieckiej piechoty. Nacierało około 200 grenadierów pancernych, wspieranych przez cztery czołgi. Został on odparty, a według kanadyjskich relacji Niemcy ponieśli ciężkie straty. Jednak coraz poważniejsze straty w ludziach ponosiła również kanadyjska piechota. Wśród najciężej rannych znalazł się dowódca Pułku „Algonquin”, ppłk Hay. Gdy wkrótce po odparciu pierwszego kontrataku omawiał on z Worthingtonem plan dalszej obrony, pocisk przeciwpancerny trafił w czołg, za którym obaj stali – jeden z odłamków oderwał Hayowi nogę.
Wobec stale rosnącej liczby rannych, którym w bitewnych warunkach nie można było udzielić pomocy, Worthington zgodził się przeprowadzić ich ewakuację na 11 wciąż sprawnych transporterach opancerzonych pod dowództwem kpt. Lewisa. Pomimo że zostały oznaczone wyraźnymi znakami czerwonego krzyża, jeden z nich został zniszczony. Pozostałym udało się około godz. 10.30 bezpiecznie dotrzeć do pozycji zajmowanych przez 10 Kanadyjską Brygadę Piechoty. Lewis nie potrafił jednak określić rzeczywistego miejsca bitwy, meldując, że przybył ze wzgórza 195.
Jedynego skutecznego wsparcia okrążonym oddziałom udzielił tego dnia RAF. Jeszcze wczesnym ranem nad wzgórze 140 nadleciały brytyjskie typhoony i zidentyfikowały Kanadyjczyków. Następnie niemal do końca bitwy powracały co około 30 minut, atakując nacierających Niemców oraz ich stanowiska artyleryjskie. Prawdopodobnie jedynie dzięki pomocy tych myśliwców Kanadyjczycy byli w stanie tak długo utrzymać się na z góry straconej pozycji. Z drugiej strony, mimo że lotnictwo znało dokładne położenie grupy Worthingtona, informacja o tym nie została przekazana Simondsowi ani Kitchingowi.
Po południu siły Wünschego zostały wzmocnione przez 1. kompanię 12. batalionu niszczycieli czołgów SS (wyposażoną w samobieżne działa Jagdpanzer IV) oraz pododdziały z 85 Dywizji Piechoty. Około godz. 14.00 przeprowadziły one kolejny kontratak na kanadyjskie pozycje, który został jednak rozbity przez nalot typhoonów. W tym momencie Worthingtonowi pozostało już niewiele czołgów. Zdając sobie sprawę z beznadziejności sytuacji, około godz. 15.00 wydał rozkaz ewakuowania się wszystkim jeszcze sprawnym shermanom. Dzięki temu ośmiu udało się przedrzeć do nacierających z północy Polaków.
Według Kanadyjczyków przed godz. 17.30 nawiązali oni kontakt wzrokowy ze szwadronem polskich shermanów (który chwilę wcześniej omyłkowo ich ostrzelał). Zdołał on dotrzeć na odległość niecałych 300 metrów od pozycji Worthingtona, udaremniając przy tym kolejny niemiecki kontratak, ale gdy wkrótce potem znalazł się pod silnym niemieckim ostrzałem, zmuszony był wycofać się.
Wieczorem z kanadyjskiego zgrupowania pozostały już tylko resztki, złożone głównie ze zdziesiątkowanych plutonów piechoty. Mimo to ppłk Worthington postanowił walczyć do samego końca. Około godz. 19.45 (według innych relacji około 17.30) zginął w wyniku wybuchu pocisku moździerzowego. Dowodzenie przejął ranny mjr MacPherson (d-ca kompanii B), ale gdy wkrótce potem i on został zabity, przeszło ono w ręce mjr. Monka (d-ca kompanii C). Monk zamierzał utrzymać się do zmierzchu, a następnie spróbować się wycofać. Po godz. 20.00 Niemcy rozpoczęli likwidację kanadyjskich pozycji, a część obrońców zaczęła ratować się ucieczką. W końcu, około 22.00 linie obronne zostały całkowicie przełamane. Monk zarządził odwrót; walka dobiegła końca. Wykorzystując zapadające ciemności, ocalali Kanadyjczycy pojedynczo lub małymi grupami starali przedrzeć się w stronę alianckich linii. Udało się to kilkudziesięciu z nich. Ostatni dotarli dopiero 12 sierpnia.

## Skutki
W wyniku bitwy kanadyjska grupa bojowa została niemal doszczętnie zniszczona. Łączne straty ludzkie wyniosły co najmniej 232 ludzi. Szczególnie ucierpiał 28 Pułk Pancerny „British Columbia”, który już swojego pierwszego dnia działań bojowych został rozbity. Stracił 40 zabitych, 38 rannych i 36 zaginionych – w sumie 114 ludzi. Wśród tej liczby znalazł się m.in. dowódca pułku, dowódcy wszystkich trzech szwadronów oraz ich zastępcy, a także adiutant pułku. Zostało zniszczonych wiele wozów bojowych, w tym 47 z blisko 60 czołgów: 44 czołgi średnie Sherman, 2 czołgi lekkie Stuart i 1 czołg przeciwlotniczy Crusader. Pułk „Algonquin” utracił 36 zabitych, 30 rannych i 52 zaginionych – w sumie 118 ludzi, w tym dowódcę pułku i jednego z dowódców kompanii.
Straty niemieckie nie są znane. Według dowódcy dywizji „Hitlerjugend” Kurta Meyera były one nieznaczne, natomiast biorący udział w bitwie Kanadyjczycy ocenili je na wysokie, szczególnie w piechocie.
Według części kanadyjskich historyków pomyłka Worthingtona mogła nieoczekiwanie zmienić losy całej bitwy pod Falaise, gdyby odpowiednio szybko została odkryta przez kanadyjskie dowództwo. Stworzyła ona bowiem szansę wprowadzenia w dokonany wyłom kolejnych oddziałów i przedostania się na tyły I Korpusu Pancernego SS. Szansa ta nie została jednak wykorzystana, a zniszczenie kanadyjskiego zgrupowania umożliwiło Niemcom zażegnanie kryzysu spowodowanego przeniknięciem na ich tyły czołgów wroga oraz odtworzenie ciągłości linii obronnych na północ od Falaise.
Wzgórze 195 zostało zajęte bez walki przez 4 DPanc nad ranem 10 sierpnia, tego samego dnia polska 1 DPanc opanowała Estrées-la-Campagne i wzgórze 111. Zdobycze te, wobec doznanych wcześniej ciężkich strat, utraty elementu zaskoczenia i silnej niemieckiej obrony w Lesie Quesnay, nie zostały jednak wykorzystane. 11 sierpnia Simonds ogłosił zakończenie operacji Totalize. Wzgórze 140 zostało ostatecznie opanowane przez Kanadyjczyków 14 sierpnia, podczas kolejnej ofensywy II Korpusu Kanadyjskiego – operacji Tractable.
Dzięki napływowi uzupełnień pułk „British Columbia” został szybko odbudowany i wziął udział w późniejszych działaniach bojowych swojej dywizji. Do zakończenia II wojny światowej zanotował najwyższe straty spośród wszystkich kanadyjskich pułków pancernych (335 ludzi i 120 czołgów). SS-Obersturmbannfuhrer Max Wünsche dwa dni po bitwie otrzymał Liście Dębu do Krzyża Rycerskiego. Niecałe dwa tygodnie później jego kampfgruppe została rozbita w kotle pod Falaise, a on sam wkrótce potem dostał się do alianckiej niewoli.
Poległych żołnierzy z pułków „British Columbia” i „Algonquin” upamiętnia pomnik usytuowany w pobliżu pola bitwy, na wzgórzu 111 (przy drodze D 131, pomiędzy Estrées-la-Campagne a Maizières). Zostali oni pochowani na kanadyjskim cmentarzu wojennym w Bretteville-sur-Laize. W 1956 roku na cześć ppłk. Dona Worthingtona jeden ze szczytów w kanadyjskich Górach Skalistych otrzymał nazwę Mount Worthington.

## Kontrowersje
Niefortunny przebieg natarcia Grupy Bojowej Worthington i jej późniejsze zniszczenie były tematem dociekań kanadyjskich historyków i teoretyków wojskowości. Kontrowersje wzbudziły szczególnie trzy kwestie: przyczyna zgubienia drogi przez zgrupowanie, niemożność ustalenia jego położenia i przyjścia mu z pomocą przez kanadyjskie dowództwo oraz postawa polskiej 1 Dywizji Pancernej.

### Zgubienie drogi
Nigdy nie została ustalona ponad wszelką wątpliwość bezpośrednia przyczyna tragicznej w skutkach pomyłki Worthingtona. Zdaniem historyków złożyło się na nią co najmniej kilka czynników. Wśród najbardziej prawdopodobnych są wymieniane: stres i podekscytowanie związane z wejściem do walki; pośpiech z jakim poruszała się grupa, pragnąc dotrzeć do celu przed świtem; często popełniany przez żołnierzy błąd dopasowywania na siłę terenu do mapy; brak przeszkolenia w nocnych manewrach; teren ubogi w wyróżniające się punkty orientacyjne; poranna mgła i wydostające się spod gąsienic pojazdów tumany kurzu, które dodatkowo pogarszały widoczność. Przeprowadzona w 2010 roku analiza zdjęć lotniczych wykonanych w trakcie bitwy przez RAF pozwoliła odtworzyć dokładny przebieg trasy zgrupowania. Na jej podstawie kanadyjski historyk Mike Bechthold dowodzi, że zdezorientowany Worthington, natknąwszy się na Chemin Haussé, uznał ją za równie szeroką i prostą szosę Route Nationale 158, w czym mogło go dodatkowo utwierdzić podobieństwo lasów i wzgórz leżących w pobliżu obu dróg.

### Postawa kanadyjskiego dowództwa
Pomimo zerwania bezpośredniej łączności z dowództwem brygady, siły Worthingtona nie znalazły się w zupełnej izolacji i w trakcie bitwy kontakt z nimi nawiązywały różne alianckie jednostki. Przede wszystkim było to lotnictwo taktyczne RAF-u, które znało dokładną pozycję grupy bojowej i przez cały dzień udzielało jej wsparcia. Około południa Kanadyjczycy otrzymali również wsparcie artylerii, co może wskazywać na to, że przynajmniej jeden z trzech przydzielonych Worthingtonowi obserwatorów artyleryjskich znał rzeczywiste położenie zgrupowania. Palące się czołgi Worthingtona widział też brytyjski obserwator artyleryjski ze swojego wysuniętego stanowiska koło Lasu Quesnay, ale podobnie jak brygadier Lane uznał je za polskie i nikogo o tym nie powiadomił. Aż do godz. 15.00 w stałym kontakcie radiowym z Worthingtonem pozostawał oficer zaopatrzeniowy pułku „British Columbia”. Próbował on o tym poinformować dowództwo brygady, ale nie mógł z nim nawiązać połączenia. Już przed południem oznaki walki w pobliżu wzgórza 140 widzieli atakujący w jego kierunku Polacy. Co więcej, około 15.00 przedarło się do nich ostatnich 8 ocalałych shermanów Worthingtona, a kanadyjski oficer łącznikowy przy 1 Dywizji Pancernej zawiadomił o tym sztab 4 Kanadyjskiej Brygady Pancernej.
Mimo to kanadyjskie dowództwo aż do wieczora nie mogło ustalić położenia grupy bojowej i udzielić jej jakiejkolwiek pomocy. Winą za to obarczany jest niesprawny system łączności i kontroli funkcjonujący w kanadyjskiej armii oraz związany z tym brak należytego współdziałania pomiędzy 1 i 4 DPanc, a także brak komunikacji pomiędzy sztabami Kitchinga i Bootha a brytyjskim lotnictwem i artylerią. Historyk Brian A. Reid wskazuje także na poważne wady samego rozkazu ataku na wzgórze 195, zakładającego wykonanie nocnego natarcia przez nieprzeszkolone do tego typu działań oddziały, dla których była to pierwsza akcja bojowa. Ponadto argumentuje on, że ustalony przez Bootha czas wymarszu wykluczał możliwość dotarcia do celu przed świtem. Podążając planowaną trasą, czołgi 28 Pułku Pancernego „British Columbia” musiałyby już w świetle dnia przejechać przed stanowiskami niemieckich dział w Lesie Quesnay i prawdopodobnie spotkałby je ten sam los co te z 21 Pułku Pancernego „Governor General’s Foot Guard”.
Autor oficjalnej historii działań wojennych Armii Kanadyjskiej, płk prof. C.P. Stacey podsumował bitwę jako „tragiczną mieszankę męstwa i nieudolności”. Ppłk dr R.J. Jarymowycz stwierdził natomiast, że „zgubienie w ciemnościach nocy pułku pancernego można uznać za pech, ale utrata całej grupy bojowej w świetle dnia jest czystym niedbalstwem”.

### Postawa 1 Dywizji Pancernej
Wzgórze 140 od początku operacji Totalize było celem natarcia polskiej 1 DPanc, jednak ani 8, ani 9 sierpnia nie udało się jej go opanować. Działania Polaków szczególnie tego drugiego dnia, a przede wszystkim nieudzielenie pomocy Worthingtonowi, zostały krytycznie ocenione przez część Kanadyjczyków. Gen. Kitching pisał: Nie wiem co poszło źle z Polakami w ciągu tych dwóch dni 8 i 9 sierpnia, ale z całą pewnością nie byli oni dla nas żadną pomocą. Wystawiłem Polakom bardzo słabą ocenę za tę bitwę. Jeżeli byliby tak agresywni, jak Worthington, mogliby być tam, aby złagodzić gwałtowny nacisk na niego. Z kolei adiutant gen. Simondsa, kpt. Stearns stwierdził, że niektóre polskie oddziały zawracały w obliczu stosunkowo słabego oporu stawianego przez przeciwnika. Te i podobne komentarze znalazły odzwierciedlenie w kanadyjskiej literaturze dotyczącej operacji Totalize. Główne zarzuty stawiane polskiej dywizji dotyczyły późnej pory rozpoczęcia natarcia, braku determinacji w jego prowadzeniu oraz wycofania się ze wzgórza 111 mimo nawiązania kontaktu z będącym w krytycznym położeniu zgrupowaniem Worthingtona.
Mimo rozkazów Simondsa nakazujących obu dywizjom pancernym wznowienie natarcia jeszcze nocą z 8 na 9 sierpnia, 1 DPanc rozpoczęła je dopiero 9 sierpnia o godz. 11.00. Wynikało to z faktu, że ówczesna brytyjska doktryna działań broni pancernej, wpojona oficerom podczas szkolenia, nie przewidywała użycia czołgów w porze nocnej, natomiast nakazywała przed zapadnięciem zmroku wycofać je na ubezpieczone postoje (laager) – co właśnie wykonały polskie i większość kanadyjskich pułków pancernych. Jak napisał teoretyk wojskowości ppłk dr J.A. English, działania grupy bojowej Worthingtona w porównaniu z pozostałymi oddziałami ilustrowały głębię taktycznej schizofrenii, na którą cierpiały pancerne siły brytyjskiej i kanadyjskiej armii.
Po dokonanym rano przegrupowaniu Polacy nacierali w kierunku wzgórza 140 siłami 10 Brygady Kawalerii Pancernej. Na Estrées-la-Campagne uderzył 24 Pułk Ułanów wspierany przez 10 Pułk Dragonów, natomiast samo wzgórze 140 miał opanować 1 Pułk Pancerny (d-ca mjr Aleksander Stefanowicz). Część kanadyjskich historyków podaje, że już wczesnym popołudniem Stefanowicz dotarł do wzgórza 111 (a nawet do Rouvres), uratował część Kanadyjczyków, po czym się wycofał, nie udzielając pomocy wciąż jeszcze walczącym pozostałym siłom Worthingtona. Natomiast według innych kanadyjskich relacji miało to miejsce przed 17.30. Krytykowane było także wolne tempo, z jakim nacierał polski pułk, który miał działać zbyt ostrożnie, identyfikując wszelkie napotkane niemieckie czołgi i działa pancerne jako Tygrysy. Z powyższych względów zarzucany był Polakom brak agresji oraz podawano w wątpliwość ich determinację, aby dotrzeć do wzgórza 140.
Z polskich źródeł wynika jednak, że 1 Pułk Pancerny wczesnym popołudniem osiągnął dopiero Cavicourt. Jego dalszy ruch został znacznie opóźniony z powodu nawiązania walki z czołgami Kampfgruppe Waldmüller, które niedoświadczeni polscy czołgiści rzeczywiście uznali za Tygrysy i to w znacznej liczbie (10–15 pojazdów) – choć o tej porze w pasie natarcia 1 Pułku Pancernego najprawdopodobniej nie było ani jednego czołgu tego typu. Do godz. 16 pułk przebył kolejne 2 km i opanował wzgórze 84, jednak brak wsparcia własnej piechoty i silna niemiecka obrona spowodowały, że zatrzymał się on przed Soignolles. Aby przełamać impas, dowódca jednego ze szwadronów, kpt. Bartosiński zaproponował obejście Soignolles od zachodu, opanowanie wzgórza 111 i uderzenie z niego na wzgórze 140. Mjr Stefanowicz zaakceptował pomysł i osobiście poprowadził szarżę dwóch szwadronów. Dynamika manewru zaskoczyła Niemców, dzięki czemu Polakom udało się przebyć około 3 km i opanować wzgórze 111, które leżało zaledwie kilkaset metrów od pozycji zajmowanej przez kanadyjską grupę bojową. Jednak według oficerów pułku atak został wyprowadzony dopiero po godz. 20.30, a więc w momencie gdy siły Worthingtona były już rozbite. Polscy czołgiści odnaleźli w rejonie wzgórza 111 jedynie wraki shermanów i około 100 Kanadyjczyków – część z nich została odbita z niemieckiej niewoli. Wkrótce potem, ze względu na zapadające ciemności, brak wsparcia piechoty, bliską obecność silnego nieprzyjaciela i rosnące straty, mjr Stefanowicz zarządził odwrót. Natarcie kosztowało 1 Pułk Pancerny utratę 15 czołgów oraz 29 zabitych i rannych (zginął m.in. zastępca d-cy pułku mjr Mieczysław Malinowski). Stefanowicz otrzymał za tę akcję Krzyż Srebrny Orderu Virtuti Militari.